# Santa Barbara (Pangasinan)
Santa Barbara é um município de  primeira classe de renda municipal (d) na província Pangasinan, nas Filipinas. De acordo com o censo de 1 de maio  de  2020 possui uma população de 92 187 pessoas e 21 809 domicílios.